# 越南—馬達加斯加關係
越南－馬達加斯加關係亦称馬達加斯加－越南關係（是指越南社會主義共和國與馬達加斯加共和國兩國的雙邊關係。兩國均為不結盟運動、法文國家及地區國際組織、77國集團的成員國。

## 歷史
19世紀後期至20世紀中葉，越南和馬達加斯加均為法蘭西殖民帝國的一部分，直至兩國分別於1945年、1960年脫離法國獨立。但第一共和國時期的馬達加斯加，即马尔加什共和国，因在經濟和政治上都與法國等西方集團國家保持著強烈的聯繫，未承认越南民主共和国，而是在1962年同越南共和国（南越）建交。
1972年12月18日，第二共和國時期的馬達加斯加與北越建交，越南在1976年南北统一后在馬達加斯加首都塔那那利佛開設了大使館，隨著實行社會主義、並在政治路線上向東方集團看齊的馬達加斯加民主共和國的成立，兩國關係加溫。1979年，中越戰爭期間，馬達加斯加政府表態呼籲中华人民共和國與越南通過談判解決問題。
在1980年代，越南曾派遣45名教育專業人員在馬達加斯加任教。
1990年，因經費不足，越南駐馬達加斯加大使館暫停運作，2016年，越南重新在馬達加斯加設立名譽領事館。目前越南對馬達加斯加的相關事務由越南駐莫桑比克大使館兼轄。而馬達加斯加對越南的相關事務由馬達加斯加駐華大使館兼轄。
1999年，在聯合國糧農組織的資助下，越南以三方模式派出80名農業和漁業專家和技術人員前往馬達加斯加援助農業發展。

## 高層互訪
2003年3月，越南文化與通訊部部長范光毅訪問馬達加斯加，同年11月，國家副主席張美花訪馬並與馬國政府簽訂了經貿、文化、科學與工業合作協議。2016年11月26日-27日，法文國家峰會在馬首都塔那那利佛召開，越南國家主席陳大光赴馬參加會議並訪問馬國。2017年，馬達加斯加農牧部長里武·拉庫圖沃訪越，2018年，國會副主席馮國顯訪問馬達加斯加。

## 经贸合作关系
2018年，越、馬雙邊貿易額達2140萬美元。其中，越南出口达1610萬美元，进口530万美元，越南主要向馬達加斯加输出紡織品、水泥，主要從馬國進口腰果及其他商品。
越、馬兩國正在探討签署自貿協定、避免雙重徵稅協定、銀行間支付系統協定和促進與保護投資協定等。

## 人文交流
2018年，馬達加斯加國內有越僑約400人。馬國首都亦設有胡志明銅像。

## 外部連結
- 越南駐莫三比克大使館官方網站 （页面存档备份，存于）
- 马达加斯加驻华大使馆官方網站（简体中文）（法文）
- 越南外交部關於馬達加斯加的相關資訊 （页面存档备份，存于）